# Asplenium simii
Asplenium simii är en svartbräkenväxtart som beskrevs av Braithwaite och Schelpe. Asplenium simii ingår i släktet Asplenium och familjen Aspleniaceae. Inga underarter finns listade.